# Trichopachyiulus mystax
Trichopachyiulus mystax är en mångfotingart som först beskrevs av Henri W. Brölemann 1909.  Trichopachyiulus mystax ingår i släktet Trichopachyiulus och familjen kejsardubbelfotingar. Inga underarter finns listade i Catalogue of Life.